# Rhaphuma suthra
Rhaphuma suthra là một loài bọ cánh cứng trong họ Cerambycidae.